# Vittorio Camerana
Vittorio Camerana (Torino, 22 luglio 1855 – Torino, 22 agosto 1923) è stato un generale italiano, che fu comandante del III Corpo d'armata durante tutto il corso della prima guerra mondiale. Al termine della stessa fu promosso generale di corpo d'armata e decorato con la croce di grande ufficiale dell'Ordine militare di Savoia.

## Biografia
Nacque a Torino il 22 luglio 1855, all'interno di una nobile famiglia. Arruolatosi nel Regio Esercito intraprese la carriera militare, e nel 1889 fu promosso maggiore in forza al 62º Reggimento fanteria.
Prese parte all'occupazione militare della Libia, e il 16 giugno 1912 al comando di una Divisione effettuò lo sbarco di sorpresa fra Ras Zarrùgh e la punta di Sidi bu Sceifa, incontrando debole resistenza. Il giorno successivo venne occupato l'abitato di Gasr Ahmèd e l’8 luglio Misurata. Nel corso di quello stesso anno fu nominato responsabile del settore di Misurata. Rientrato in patria fu decorato con la croce di Commendatore dell'Ordine militare di Savoia, assunse l’incarico di Vicecomandante del Corpo di stato maggiore, e dopo la morte del capo di stato maggiore del Regio Esercito, generale Alberto Pollio, assunse ad "interim" la sua carica fino alla nomina definitiva del generale Luigi Cadorna.
All’entrata in guerra dell'Italia, avvenuta il 24 maggio 1915, assunse il comando del III Corpo d'armata, inquadrato nella 1ª Armata del generale Roberto Brusati.
Nelle fasi iniziali del conflitto il III Corpo d'armata attraversò la Valtellina, la Val Camonica, la Val Trompia, la Valle del Chiese e avanzò lungo la sponda occidentale del Lago di Garda in Trentino, ma non è riuscì a passare il Passo dello Stelvio e il Passo del Tonale, arrestandosi davanti a Riva del Garda e Tione, ma senza riuscire tuttavia a prendere nessuna delle due città. Mantenne il comando di tale corpo d’armata per tutta la durata del conflitto, e prese parte alla battaglia degli Altipiani e poi alla battaglia di Vittorio Veneto.
Dopo la fine della guerra fu promosso generale di corpo d'armata ed insignito della Croce di Grande Ufficiale dell’Ordine militare di Savoia, si spense a Torino il 22 agosto 1923.
Sposato con la signora Giuseppina Winspeare Guicciardi, la coppia ebbe due figli: Giancarlo e Adele.

### Annotazioni
1. ↑  Tale Grande Unità era forte di circa 9.000 uomini tolti dai presidi di Tripoli, Derna e Bengasi.
2. ↑  Il III Corpo d'armata era costituito della 5ª e 6ª Divisione fanteria di linea, dalla 35ª Divisione territoriale, dal 7º Reggimento bersaglieri, dal 5º Reggimento alpini e da un battaglione della Guardia di Finanza.
3. ↑  Nata il 19 agosto 1873 e deceduta il 22 luglio 1934.

### Fonti
1. ↑  Gazzetta Ufficiale del Regno d’Italia n.270 del 14 novembre 1889, pag.3849.
2. ↑  Antonella Grippo, Giovanni Fasanella, Intrighi d'Italia, Sperling & Kupfer, Milano,  2012.
3. ↑  Coltrinari 2015, p. 94.
4. 1 2 3  Nicola Labanca, Dizionario storico della Prima guerra mondiale, Giuseppe Laterza & Figli Editore, Bari, 2016.
5. 1 2  Sito web del Quirinale: dettaglio decorato.